# Оніка Дмитро Григорович
Дмитро Григорович Оніка (Оника) (21 листопада 1910, місто Кременчук Полтавської губернії — 3 вересня 1968, місто Москва) — радянський державний діяч, міністр вугільної промисловості західних, а потім східних районів СРСР, доктор технічних наук (1954), професор (1965). Депутат Верховної Ради СРСР 4—5-го скликань у 1954—1962 роках.

## Біографія
Підкидьок, виховувався в родині робітника вагонобудівного заводу. У 1920—1921 роках був наймитом-пастухом у Полтавській губернії, у 1921—1923 роках — безпритульний.
У 1924—1925 роках — учень слюсаря майстерні ліжок у місті Кременчуці. У 1925—1928 роках — учень школи фабрично-заводського учнівства Крюківського вагонобудівного заводу на Полтавщині. З 1928 року — помічник машиніста із парових машин лісозаводу в селищі Крюкові.
У 1929—1930 роках навчався на курсах із підготовки у вищі навчальні заклади при Житомирському інституті народної освіти.
Член ВКП(б) з квітня 1930 року.
У 1930 році поступив до Московської гірничої академії. У 1932—1934 роках — відповідальний виконавець з винахідництва Московського обласного управління Союзнафтоторгу, консультант на Московському експериментальному заводі № 512. У зв'язку із розділенням Московської гірничої академії на шість вузів, з 1934 по 1938 рік навчався в Московському гірничому інституті, який закінчив у 1938 році та здобув спеціальність гірничого інженера-електромеханіка.
У 1938 році — 1-й секретар Шахтинського міського комітету ВКП(б) Ростовської області.
У жовтні 1938 — січні 1939 року — 1-й заступник начальника главку вугільної і сланцевої промисловості Народного комісаріату важкої промисловості СРСР. У 1939 році — начальник Головвуглесходу Народного комісаріату паливної промисловості СРСР.
У жовтні 1939 — 1946 року — заступник народного комісара вугільної промисловості СРСР.
Під час німецько-радянської війни з жовтня 1941 року по січень 1942 року — командувач 8-ї саперної армії Південного фронту, яка будувала оборонні споруди на підступах до Донбасу і Сталінграду.
У січні 1946 — січні 1947 року — народний комісар (згодом міністр) вугільної промисловості західних районів СРСР. У січні 1947 — грудні 1948 року — міністр вугільної промисловості східних районів СРСР.
У 1948—1953 роках — 1-й заступник міністра вугільної промисловості СРСР.
У 1953—1955 роках — начальник комбінату «Москвавугілля» у місті Сталіногорську. 
У 1954 році захистив докторську дисертацію і здобув ступінь доктора технічних наук.
У 1955—1957 роках — 1-й заступник міністра вугільної промисловості СРСР.
У 1957—1959 роках — голова Карагандинської Ради народного господарства (раднаргоспу) Казахської РСР. Знятий з посади після масових заворушень робітників на будівництві Карагандинського металургійного заводу 1-3 серпня 1959 року (повстання в Темиртау).
У 1960—1961 роках — керуючий тресту «Соколоврудбуд» в місті Рудному Казахської РСР. У 1962—1965 роках — директор науково-дослідного інституту праці Держкомпраці СРСР. З 1965 року — в апараті Держплану і Держпостачу СРСР.
Викладав і консультував у Московському гірничому інституті, Академії вугільної промисловості і у Вищій школі профруху. Проводив теоретичні і експериментальні дослідження із створення прохідницьких комбайнів для ведення гірничий виробок. 
Загинув у автомобільній катастрофі 3 вересня 1968 року в Москві. Похований на Новодівочому цвинтарі.

## Звання та посади
- бригінженер
- полковник інженерно-технічної служби (1950)

## Нагороди
- три ордени Ленина
- три ордени Трудового Червоного Прапора
- Орден Червоної Зірки
- медаль «За оборону Кавказу»
- медаль «За оборону Сталінграда»
- медаль «За перемогу над Німеччиною у Великій Вітчизняній війні 1941—1945 рр.»
- медаль «За доблесну працю у Великій Вітчизняній війні 1941—1945 рр.»
- медаль «За трудову відзнаку»
- медалі
- Командорський Хрест Ордена Відродження Польщі
- Командорський Хрест з зіркою Ордена Відродження Польщі

## Пам'ять
У 1995 році йому посмертно було присвоєно звання Почесного громадянина міста Новомосковська.